# Georges Hellebuyck
Georges Auguste Hellebuyck (Anvers, 21 d'agost de 1890 - 20 de febrer de 1975) va ser un regatista belga que va competir a començaments del segle xx.
El 1920 va prendre part en els Jocs Olímpics d'Anvers, on va guanyar la medalla de bronze en els 8 metres (1919 rating) del programa de vela, a bord de l'Antwerpia V.